# デイムラー・2½V8サルーン/V8 250

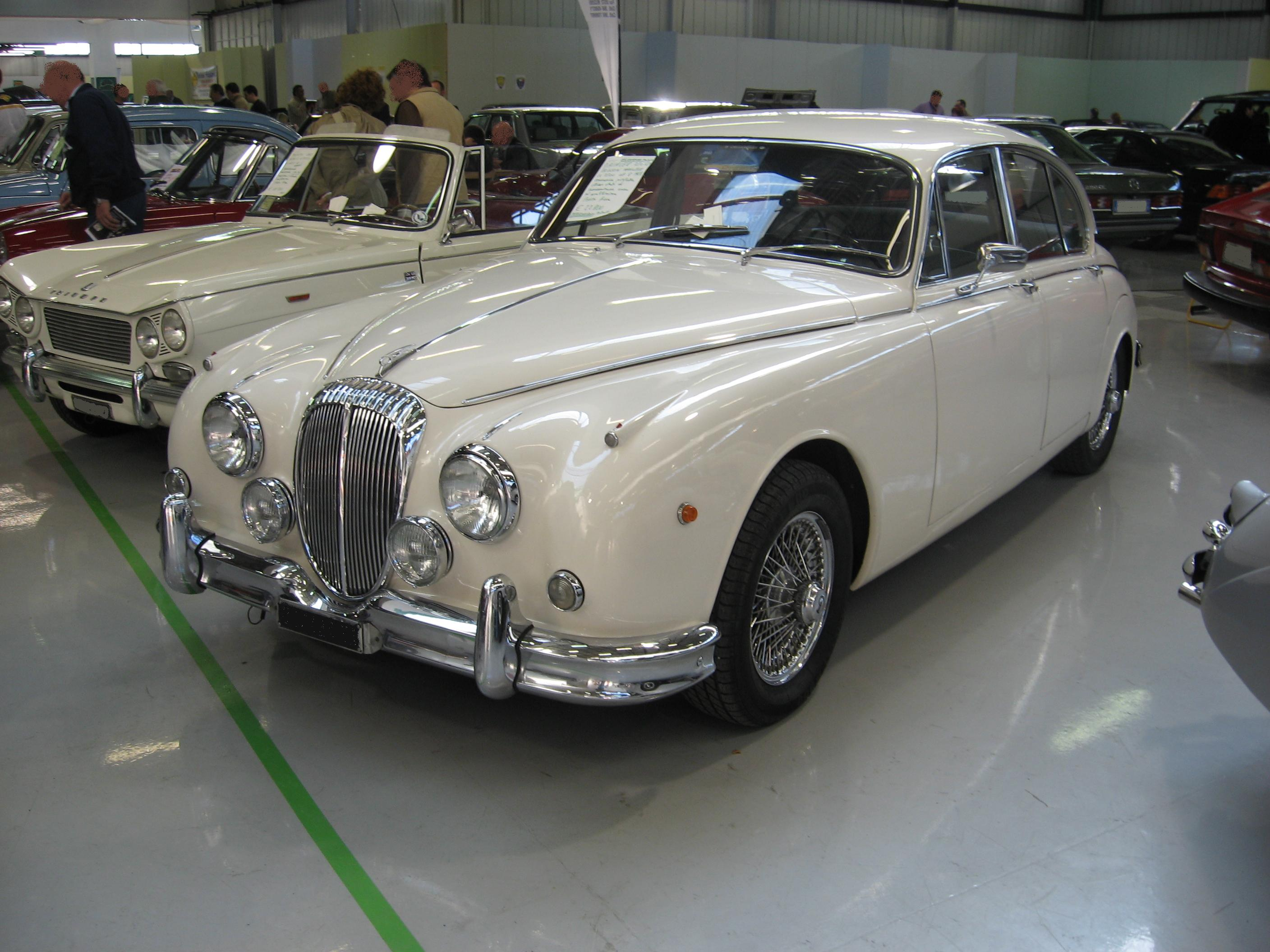
2½V8サルーン

デイムラー・2½V8サルーンはジャガーがデイムラーを買収しデイムラーブランドで発売した最初の自動車である。ジャガー・Mk2にデイムラーのエンジンを搭載していた。後にMk2が240/340にモデルチェンジされたのに伴いデイムラー・V8 250にモデルチェンジされた。

## 2½V8サルーン
Mk2は好評で、工場拡充の必要性からジャガーは1960年にBSAからデイムラーを買収し、1962年にMk2と全く同じボディにデイムラー伝統の2.5リットルV型8気筒OHV140hp/5,800rpmエンジンを搭載しフルーテッド・グリルというデイムラー特有の波打ったグリルを装着し、内装などをより豪華に仕立てたモデルがデイムラーブランドで発売された。
当初トランスミッションはATのみが用意され、MTは選べなかったが後にごく少数のみ生産された。
外観では、先に述べたフルーテッド・グリルの他ボンネットのクロームライン、「D」のボンネットマスコット、ホイールキャップのデザインなどがジャガー版と異なる。

## V8 250
1967年、ジャガー・Mk2のジャガー・240/340へのモデルチェンジに伴い、デイムラー版も「V8 250」にモデルチェンジした。変更点はジャガー240/340に準ずるが、エンジン等主要メカニズムに大きな変更はなかった。また内装は本革がおごられた。